# システムズ・フォーミュレート
株式会社システムズフォーミュレートはかつて存在した、パーソナルコンピュータの販売や教育事業を手がけた企業。

## 概要
1978年9月、富士通のコンピュータ技術者だった渡辺昭雄が独立して創業した。日本のパソコン市場黎明期からその販売と教育をセットにした戦略で成長し、1981年にはパソコン「BUBCOM80」を企画および発売。最盛期は同年10月で、月間2億2000万円を売り上げた。しかし、パソコン市場の競争が激化する中で時代の流れに対応できず、資金を調達できないまま、1983年4月に自己破産を申告。パソコン市場が急成長する中で倒産したベンチャー企業として話題になった。

## 歴史
渡辺昭雄は大阪大学工学部精密工学科を卒業後、1957年に東洋工業（後のマツダ）へ入社してシステム開発を、1959年から富士通でFACOM 230シリーズなどのメインフレームの設計を手がけた。1978年、渡辺は市場調査のためアメリカ合衆国へ出張中にPET 2001を購入。自身は使わずに押し入れに放置していたところ、子どもが勝手に使い始めてプログラミングできるようになった様子を見てから、パソコンの将来を予見して新事業を構想した。
当時、富士通と松下電器産業の合弁会社であるパナファコムから70万円の「パーソナル・コンピュータ PFC-15」が発売されていたが、高価で消費者向けのものではなかった。しかし、富士通で売る製品にはメインフレームとの接続性や厳しい品質基準といった要求が課せられ、これが低価格化を進める上で高い壁となっていた。渡辺は富士通で低価格パソコンの事業を立ち上げるのは難しいと考え、上層部に新会社設立の案を打診し、「金は出さないが、人は出す」ことを条件に了承を受けた。
1978年9月、渡辺や富士通の関連会社であるソーシアルサイエンスラボラトリが出資して、資本金4800万円でシステムズフォーミュレートが設立された。まだ日本ではパソコンの知名度が低く輸入品しかなかった時代から、東京や大阪などの主要都市にパソコンのショールームやPET 2001を使った教室講習「マイコン道場」を開設。マイコン道場の卒業人数は最終的に1万人を超えた。
1981年5月、東京国際見本市会場で開催されたビジネスシヨウにてビジネス向けパソコン「BUBCOM80」を発表、9月に出荷開始。この製品は同社の設計仕様に基づき、富士通の部品事業本部がOEM生産した。しかし、この頃からパソコン市場の競争が激化し、販売市場では値下げ競争、教育市場では新規参入者の増加で、講習受講者にパソコンを売り込むという戦略は通用しなくなっていた。1982年3月の時点でBUBCOM80の在庫高は5億円になった。自社だけでなくIBMなどの他社製のパソコンも販売していた同社は、富士通からさらに協力を得るのは難しいと予想された。富士通自身も半導体事業部が自社ブランドでパソコン「FM-8」を開発および販売していた。
1983年3月31日、手形不渡りとなり事実上の倒産。4月6日に東京地方裁判所へ自己破産を申告し、同日に破産手続き開始。負債額は8億7000万円。破産直前の3月から4月にかけては、2億4000万円（1983年2月末時点）となっていたパソコンの在庫高を処分するために破格のバーゲンセールを行っていた。